# Frank Brunner
Frank Brunner (21 de fevereiro de 1949) é um desenhista de histórias em quadrinhos dos Estados Unidos. É conhecido por desenhar para a Marvel Comics na década de 1970.